# Laboratorio Dirck Gerritsz

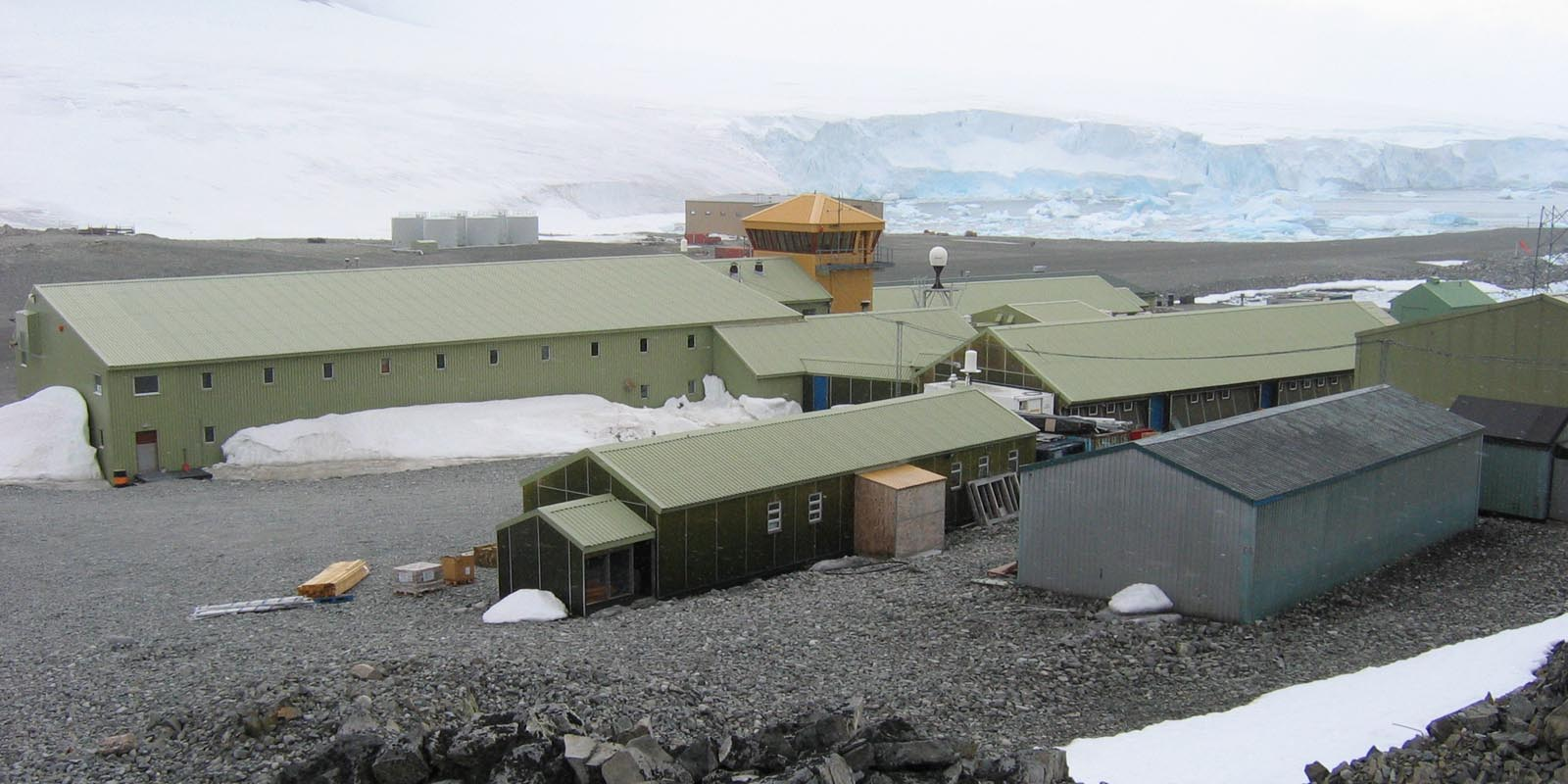
Vista general de la Base Rothera.

El Dirck Gerritsz (en holandés: Dirck Gerritsz Laboratorium) es una instalación de investigación de los Países Bajos en la Antártida, que opera Organización Neerlandesa para la Investigación Científica a través del Programa Polar de los Países Bajos. El laboratorio se encuentra anexo a la Base Rothera del Reino Unido en la isla Adelaida, y es operado durante el verano austral.
El laboratorio es la primera instalación de los Países Bajos en la Antártida, ya que previamente los científicos de ese país colaboraban realizando investigaciones como parte de los programas antárticos de otros países. 
Los tres primeros contenedores salieron de los Países Bajos el 16 de enero de 2012 y fueron embarcados en Southampton en el rompehielos británico RRS Ernest Shackleton. Tras hacer escala en las islas Malvinas, arribaron a Rothera el 2 de abril de 2012.
La instalación fue ensamblada en abril de 2012 cuando los tres mini laboratorios construidos en contenedores se acoplaron en la Base Rothera y se les dio el nombre Laboratorio Dirck Gerritsz en homenaje Dirck Gerrits Pomp, un navegante holandés a quien se atribuye el posible primer avistamiento de las islas Shetland del Sur a fines de 1599. Cada uno de los tres módulos fue denominado con nombres de los barcos de la expedición de Dirck Gerrits Pomp: Geloof (Fe), Liefde (Amor), y Blijde Boodschap (Anunciación). Un cuarto módulo, llamado Hoop (Esperanza) -nombre de otro barco de la expedición- fue agregado a fines de diciembre de 2012, tras partir de Europa el 3 de octubre. El laboratorio fue inaugurado el 27 de enero de 2013, y cuenta con paneles solares, una bomba de calor, y baño compartido para reducir el impacto ambiental.
La investigación en el Laboratorio Dirck Gerritsz está centrada en el cambio climático, la glaciología, ecología marina y la oceanografía. Los investigadores provienen principalmente de las universidades holandesas. El Programa Polar de los Países Bajos trabaja en estrecha colaboración con el British Antarctic Survey en el Reino Unido y el Instituto Alfred Wegener de Alemania. 